# Irwiniella pallida
Irwiniella pallida är en tvåvingeart som beskrevs av Lyneborg 1976. Irwiniella pallida ingår i släktet Irwiniella och familjen stilettflugor. Inga underarter finns listade i Catalogue of Life.